# Бразильская длиннорылая акула
Бразильская длиннорылая акула (Rhizoprionodon lalandii) — один из видов рода длиннорылых акул (Rhizoprionodon), семейство серых акул (Carcharhinidae). Эти акулы обитают в тропических водах Западной Атлантики. Встречаются на глубине до 70 м. Максимальная зарегистрированная длина 80 см. Размножаются живорождением. В помёте до 5 новорождённых. Питаются мелкими костистыми рыбами, головоногими и ракообразными. Представляют незначительный интерес для коммерческого промысла.

## Таксономия
Впервые вид был научно описан в 1841 году. Он назван в честь натуралиста Пьера Антуана Делаланда, который собрал материал для исследования и описания.

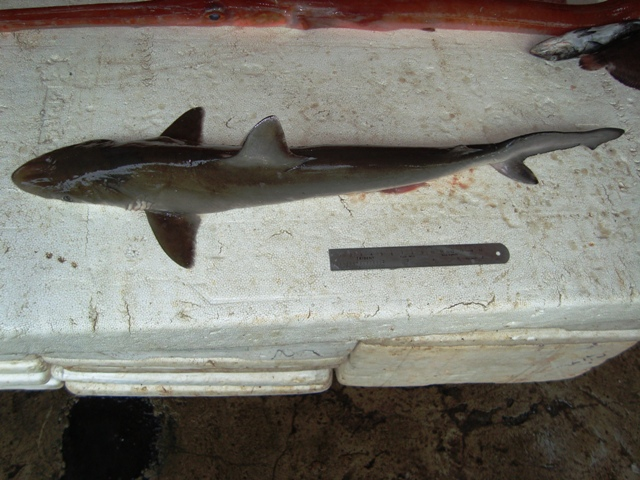
Вид сверху

## Ареал
Эти акулы обитают в тропических водах Западной Атлантики от Панамы до южной Бразилии и Уругвая, между 13°с. ш. и 33°ю. ш. Их можно встретить у берегов Арубы, Колумбии, Французской Гвианы, Гайаны, Панамы, Суринама, Тринидада и Тобаго и Венесуэлы. Они держатся в прибрежных мелких водах на глубине от 3 до 70 метров и редко заходят в лагуны и устья рек.

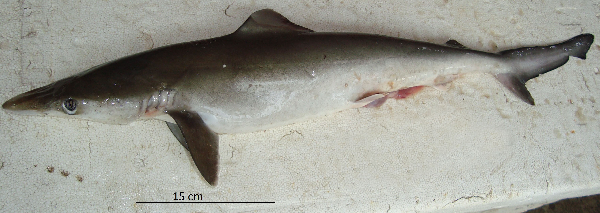
Вид сбоку

## Описание
У бразильских длиннорылых акул тонкое туловище с длинной заострённой мордой, большие, круглые глаза с мигательной мембраной. Расстояние от кончика рыла до ноздрей составляет 4,4—5,1 % от общей длины. По углам рта на верхней и нижней челюстях имеются борозды. Длина верхней губной борозды 1,4—2,1 % от общей длины. Под краями нижней челюсти, как правило, имеются 6—14 расширенных пор с каждой стороны. Количество зубных рядов составляет 24—25 на каждой челюсти. Края зубов гладкие. У взрослых самцов зубы длиннее и ́уже.
Широкие, треугольные грудные плавники начинаются под третьей или четвёртой жаберной щелью. Основание первого спинного плавника начинается позади свободных кончиков грудных плавников. Основание анального плавника примерно в два раза длиннее основания второго спинного плавника. Второй спинной плавник существенно меньше первого и расположен над последней третью анального плавника. Передний край грудных плавников обычно короче длины первого спинного плавника от начала основания до свободного кончика. Гребень между спинными плавниками отсутствует. Нижняя лопасть хвостового плавника хорошо развита, на верхней лопасти вблизи кончика имеется вентральная выемка. Окраска ровная серая или серо-коричневая. Края грудных плавников светлее основного фона. Максимальная зарегистрированная длина 80 см.

## Биология
Ранее считалось, что самцы бразильских длиннорылых акул достигают половой зрелости при длине 45—50 см, однако у берегов Бразилии этот показатель варьируется от 52 (самцы) и 56 (самки) на севере, до 58—60 (самцы), 63—65 (самки ) на юге.
Подобно прочим представителям семейства серых акул, бразильские длиннорылые акулы являются живородящими; развивающиеся эмбрионы получают питание посредством плацентарной связи с матерью, образованной опустевшим желточным мешком. В помёте от 1 до 5 новорождённых длиной 33—34 см. Максимальная зарегистрированная длина  78,5 см (самец) и 80 см (самка).
Рацион бразильских длиннорылых акул в основном состоит из костистых рыб, кальмаров и креветок. На этих акулах паразитируют цестоды Poecilancistrium caryophyllum.

## Взаимодействие с человеком
Мясо бразильских длиннорылых акул употребляют в пищу, но плавники из-за маленького размера не используют. Опасности для человека этот вид не представляет. Данных для оценки Международным союзом охраны природы охранный статус  вида недостаточно.